# H&M
H&M (Hennes & Mauritz) е шведска компания, най-голямата в Европа търговска мрежа за продажби на дрехи на дребно. Управлението ѝ се намира в Стокхолм.

## История
През 1947 г. Ерлинг Персон открива магазин за женско облекло Hennes (на шведски – „за нея“) в град Вестерос (Швеция). По-късно, през 1968 г. Ерлинг Персон купува магазина за ловни и риболовни принадлежности Mauritz Widforss. В асортимента са добавени линии за мъжко и детско облекло, а названието на компанията се променя на Hennes & Mauritz.

## Собственици и ръководство
Най-големият акционер в компанията е семейството на председателя на съвета на директорите на H&M Стефан Персон, на когото принадлежат около 37% от акциите. Президент и главен управител е Карл-Юхан Персон.

## Дейност
Компанията произвежда и продава облекло. Освен облекло, H&M предлага на клиентите си различни интериорни стоки (възглавници, текстил и т.н.) Към 2009 г. този вид стоки се разпространяват само чрез Интернет-каталога на компанията, който е достъпен в Дания, Финландия, Германия, Нидерландия, Норвегия, Швеция и Англия. Дейността на компанията се осъществява в 61 страни чрез повече от 4000 магазина (данни от 2016 г.).
В компанията работят приблизително 104 000 служители, обемът на продажбите през 2009 г. възлиза на 118 700 млн. шведски крони.